# تپه قوریجاق
تپه قوریجاق مربوط به عصر مفرغ - دوره اشکانیان - سده‌های میانه دوران‌های تاریخی پس از اسلام است و در شهرستان میانه، بخش مرکزی، دهستان کله بوز شرقی، ۳۰۰ متری شرق روستای قوریجان واقع شده و این اثر در تاریخ ۱۵ اسفند ۱۳۸۵ با شمارهٔ ثبت ۱۷۹۲۸ به‌عنوان یکی از آثار ملی ایران به ثبت رسیده است.